# Proteste in Deutschland während der COVID-19-Pandemie

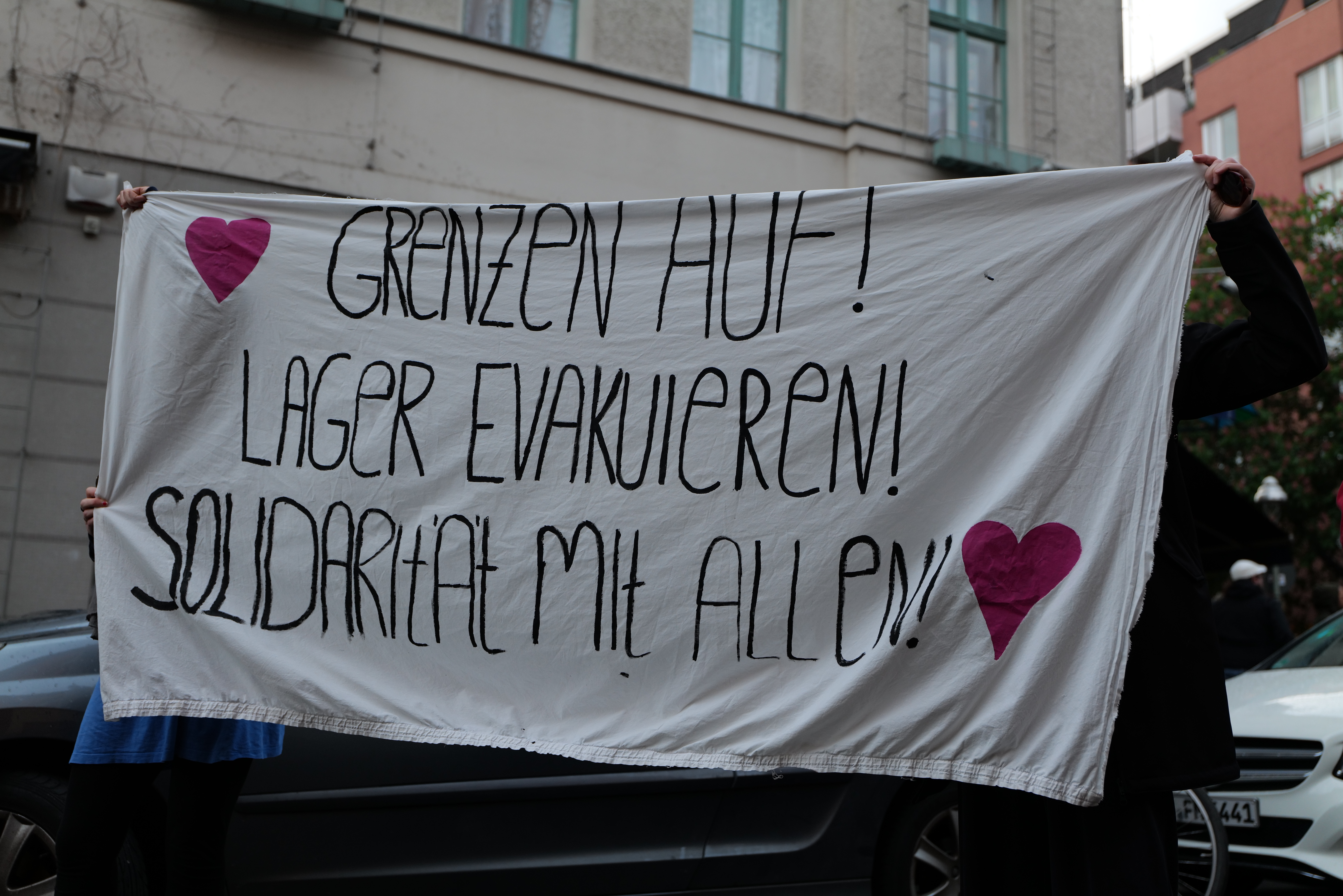
Proteste am ersten Mai 2020 in Berlin-Kreuzberg. Auf dem Banner steht: „Grenzen auf! Lager evakuieren! Solidarität mit allen!“, garniert mit zwei rosa Herzen.

Öffentliche Proteste in Deutschland während der COVID-19-Pandemie wurden ab Anfang April 2020 registriert. Diese richteten sich anfangs dagegen, dass es potenziellen Demonstrationsteilnehmern von einigen Versammlungsbehörden generell verboten worden war, ihren Willen unter freiem Himmel kundzutun. Während der gesamten Zeit pandemiebedingter Grundrechtseinschränkungen wurde auch gegen Maßnahmen des Gesetzgebers und vor allem der staatlichen Exekutive protestiert, durch die die Grundrechte der Protestierenden eingeschränkt oder zeitweilig außer Kraft gesetzt wurden bzw. werden sollten.
Dieser Artikel konzentriert sich auf Aktionen, durch die bestimmte soziale (zumeist Berufs-)Gruppen geltend machten, dass ihre Interessen und Rechte bei der Konzeption konkreter Maßnahmen nicht (genügend) berücksichtigt worden seien. Auf Aktionen sogenannter „Querdenker“ geht der Artikel Proteste gegen Schutzmaßnahmen zur COVID-19-Pandemie in Deutschland näher ein.
In einer weiteren Bedeutung gehören im Sinne dieses Artikels zu den Protesten während der Pandemie auch solche Aktionen, bei denen ein rein zeitlicher Bezug zur COVID-19-Pandemie bestand. Diese Proteste waren in ihrer Durchführungsweise teilweise stark durch Infektionsschutzmaßnahmen geprägt.

## Demonstrationsverbote und Proteste dagegen
In manchen Bundesländern verboten Verwaltungsgerichte, polizeiliche oder kommunale Verordnungen einige Proteste oder schränkten sie ein. Thorsten Kingreen merkte an, dass „ein für den öffentlichen Diskurs zentrales Grundrecht komplett kaltgestellt“ worden sei. Auch der Rechtswissenschaftler Clemens Arzt konstatierte, dass ein kategorisches Versammlungsverbot im Vorhinein „in keiner Weise mit der Rechtsprechung des Bundesverfassungsgerichts vereinbar“ sei. Als mit der Verfassung unvereinbar bezeichnete sie ebenfalls der Rechtswissenschaftler Henrik Eibenstein, weil es in solchen Fällen „a priori an einer stets erforderlichen Einzelfallprüfung fehlen“ würde.
Am 15. April 2020 stellte das Bundesverfassungsgericht klar, dass es kein pauschales Versammlungsverbot für mehr als zwei Personen geben dürfe.
In der ersten Aprilwoche waren geplante und aus hygienischer Sicht nicht zu beanstandende Demonstrationen in Hamburg für Obdachlose und in Hannover gegen das totale Versammlungsverbot von den jeweils zuständigen Verwaltungsgerichten im Eilverfahren untersagt worden.
In Potsdam protestierten im Park Babelsberg am 21. April 2020 auf einer nicht angemeldeten Demonstration rund 60 Menschen gegen die Verkleinerung des Strandbads Babelsberg. Nach Angaben von Erik Wenk (Potsdamer Neueste Nachrichten) hatte sich ein „Großteil der Protestierenden […] friedlich und weitestgehend unter Einhaltung des Sicherheitsabstandes am Eingang des Strandbades versammelt“. Die Polizei nahm 32 Personalien von Anwesenden auf und „notierte mehrere Anzeigen wegen des Verstoßes gegen das Infektionsschutzgesetz“. Eine parallel abgehaltene Demonstration im Park Babelsberg mit 20 Personen wurde von der Stadt Potsdam unter Auflagen genehmigt.

## Proteste von durch die Pandemie betroffenen Unternehmern und Arbeitnehmern

### Gastronomen

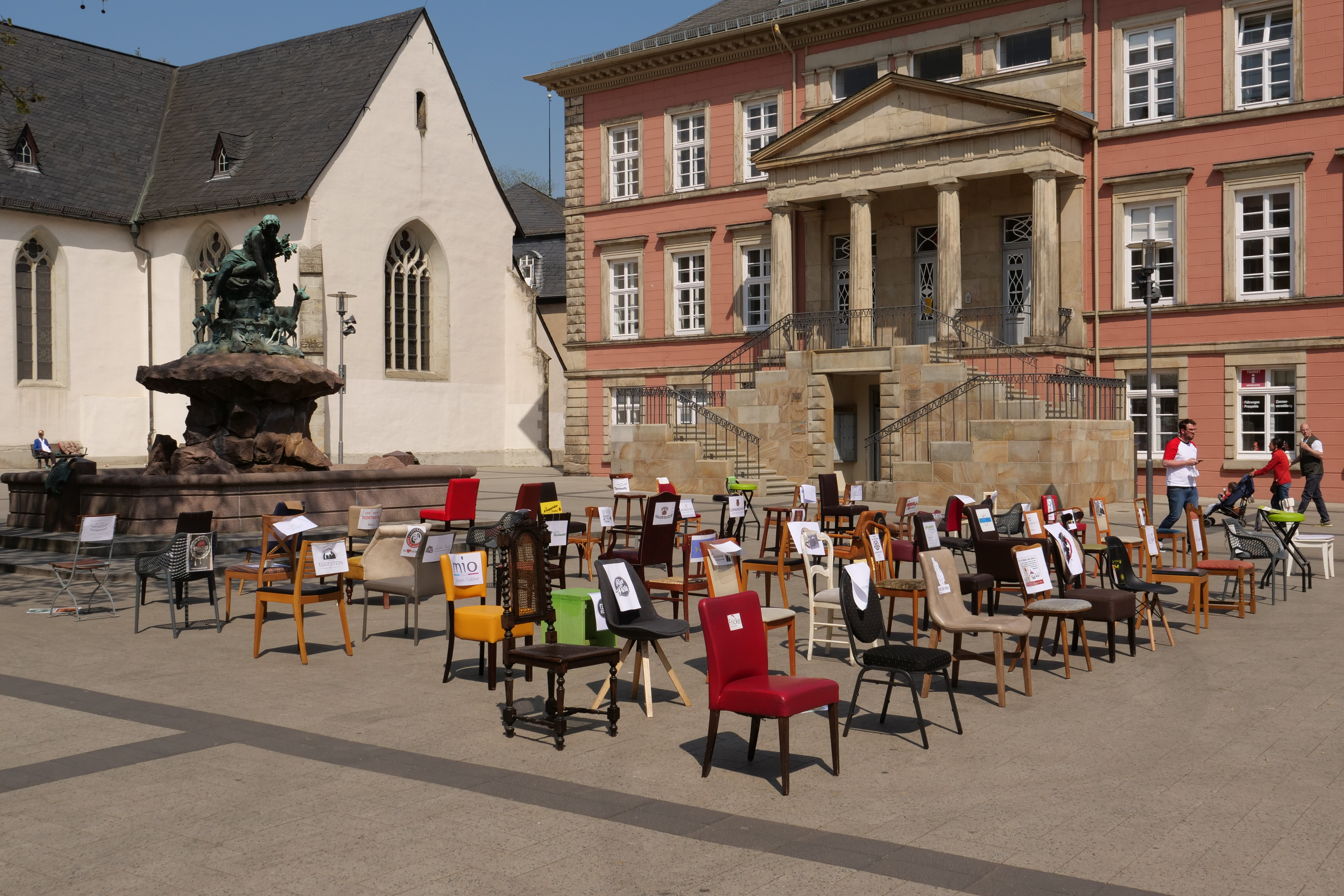
Protest „Leere Stühle“ in Detmold

Mit der Aktion „Leere Stühle“ machten am 24. April 2020 Gastronomen, welche ihre Lokale aufgrund der beschlossenen Infektionsschutzmaßnahmen bundesweit schließen mussten, auf ihre Notlage während der Corona-Krise aufmerksam. Die Initiative forderte laut Süddeutscher Zeitung „eine Aufstockung des Kurzarbeitergeldes auf 90 Prozent von Beginn an, eine dauerhafte Senkung des Mehrwertsteuersatzes auf sieben Prozent, mehr Zuschüsse und eine klare Exit-Strategie“. Es beteiligten sich bundesweit Gastronomen aus knapp 80 Städten an dem Protest. Am 8. Mai 2020 rief die Aktion „Leere Stühle“ unter dem Motto „Wir geben den Löffel ab!“ zu bundesweiten Protesten auf. In Leipzig wurden 2.500 Stühle auf dem Augustusplatz aufgestellt und silberne Löffel in Fässer und Container geworfen. Nach der Mitinitiatorin Kathleen Parma wollen die Gastronomen die „Suppe nicht allein auslöffeln“. Aufgrund der Bestimmungen können sie auch nach der Wiedereröffnung der Gaststätten „weniger Kunden bedienen“. „Uns fehlen weiterhin die Touristen. Die Senkung der Mehrwertsteuer auf Speisen auf sieben Prozent ist völlig schizophren, weil noch bis 1. Juli besteuert wird wie bisher“, so Parma.

### Touristikbranche
Inhaber von Reisebüros, Reiseveranstalter, freiberufliche Reiseleiter und Busunternehmen versammelten sich am 29. April 2020 bundesweit in über 40 Städten. Diese Demonstrationen folgten dem Vorbild aus Dresden, der ersten angemeldeten Demonstration der Tourismuswirtschaft. Es wurden eine schrittweise Aufhebung der Reisebeschränkungen und finanzielle Nothilfen gefordert. Bei einem nachweisbaren Umsatzeinbruch von mehr als 50 Prozent solle ein Grundeinkommen von 1000 Euro ausgezahlt werden, so eine der Forderungen der Reisebranche. Die Demonstranten drückten ihren Protest mit dem Aufstellen von Koffern, Liegestühlen und Sonnenschirmen aus. Die Teilnehmerzahl der angemeldeten Demonstrationen war auf 15 bis 50 begrenzt.

### Veranstaltungsbranche

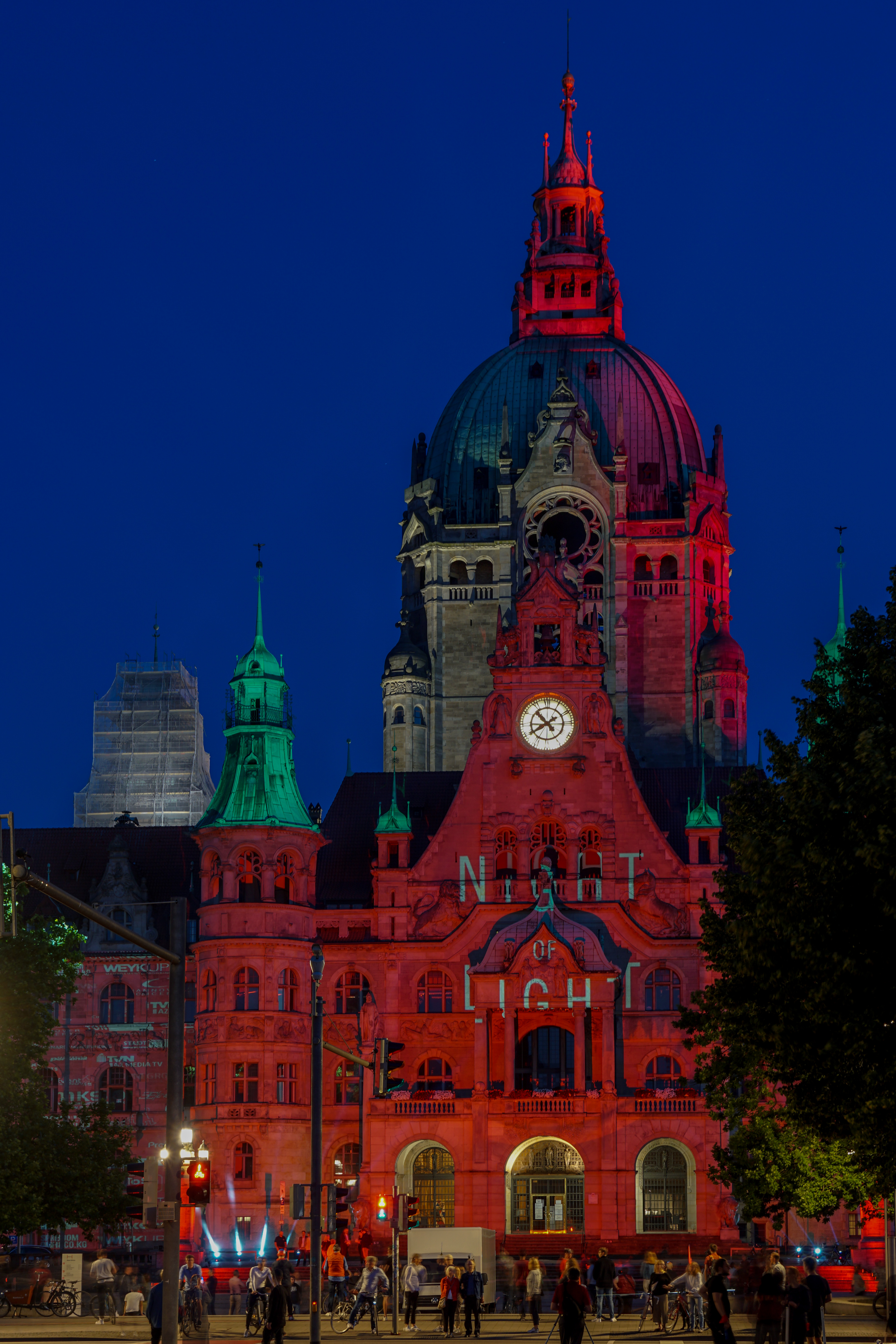
Rot beleuchtetes Neues Rathaus in Hannover bei der Night of Light

Die Veranstaltungsbranche führte am 22. Juni 2020 in zahlreichen Städten in Deutschland die Aktion „Night of Light“ durch, bei der zur Nachtzeit unter dem Motto „Alarmstufe Rot“ wichtige Bauwerke über drei Stunden mit rotem Licht angestrahlt wurden. Damit sollte auf die finanzielle Notlage der Veranstaltungsbranche durch die Wirtschaftskrise 2020 infolge der COVID-19-Pandemie hingewiesen werden. Laut Angaben der Veranstalter hätten sich 8000 Firmen, wie Locations, Veranstalter, Event-Agenturen, Messegesellschaften, Messebauer, Caterer, Non-Food-Caterer, Technikdienstleister, Dekorationsfirmen und Einzelunternehmer, beteiligt. Es seien 9000 Gebäude beleuchtet worden. Der Verband für Medien- und Veranstaltungstechnik (VPLT) teilte mit, dass seit dem 10. März 2020 die Aufträge für Beleuchter, Tontechniker und Bühnenbauer nahezu komplett weggebrochen seien. Der Verband bezifferte den jährlichen Umsatz der Veranstaltungsbranche in Deutschland auf 130 Milliarden Euro. Beispielsweise gehöre die Branche in Niedersachsen zu den zehn wichtigsten Arbeitgebern des Landes.
Eine weitere Demonstration unter dem Motto „Alarmstufe Rot“ mit rund 6.500 Teilnehmern fand am 9. September in Berlin statt. Kerninhalt war die Forderung an die Bundesregierung, mit der Veranstaltungsbranche Gespräche über finanzielle Hilfe zur Überbrückung der Einnahmeausfälle aufgrund der Pandemiemaßnahmen zu führen. Die Umsatzausfälle lagen nach Veranstalterangaben bei Unternehmen der Branche bei 80 bis 100 Prozent. Am 28. Oktober 2020 nahmen laut Berliner Morgenpost rund 8.000 Menschen an der Abschlusskundgebung der Demonstration des Aktionsbündnisses #AlarmstufeRot der Veranstaltungswirtschaft teil. Die Berliner Polizei vermeldete mehr als 4.000 Teilnehmer am Demonstrationszug vom Alexanderplatz zum Brandenburger Tor. Zeitgleich fuhr laut Tagesspiegel ein Autokorso mit 284 Fahrzeugen von Charlottenburg zum Brandenburger Tor. Neben der Veranstaltungsbranche beteiligten sich auch Verbände von Tourismusbranche, sowie Gaststätten- und Hotelgewerbe an der Versammlung. Die Hilfsprogramme müssen sich „gezielter an den Bedürfnissen der Unternehmen orientieren als die bisher von der Regierung aufgelegten Förderprogramme“, so das Bündnis. Redner waren unter anderem die Sänger Campino, Roland Kaiser, René Kollo und Frank Zander, der Komiker Dieter Hallervorden und die Politiker Robert Habeck, Christian Lindner und Wolfgang Kubicki. Campino warnte, dass ohne Unterstützung „all das, auf das sich die Leute freuen, wenn die Pandemie vorbei ist, dann weg“ sein könne. Hallervorden erwähnte die milliardenschweren Hilfsprogramme für TUI und Lufthansa, während die Veranstaltungsbranche „mit Almosen abgespeist“ werde. Die FDP-Politiker Lindner und Kubicki kritisierten die am 28. Oktober 2020 verkündeten Maßnahmen zur Pandemiebekämpfung.

### Pflegeberufe
Am 12. Mai 2020, dem Internationalen Tag der Pflege, kam es bundesweit zu Protestaktionen durch Arbeitnehmer in Pflegeberufen. Die Proteste fanden vor Einrichtungen der Pflege und politischen Einrichtungen statt. Auch vor dem deutschen Gesundheitsministerium demonstrierten rund 35 Personen. Die Aktionen waren überwiegend angemeldet und fanden im Einklang mit den Hygienevorschriften statt. Die Protestierenden forderten bessere Arbeitsbedingungen und eine gerechtere Bezahlung. Unterstützung erfuhren die Proteste durch die Gewerkschaft Ver.di, die Evangelische Kirche in Deutschland, die Diakonie und der Sozialverband VdK.

## Proteste ohne unmittelbaren Pandemiebezug

### Flüchtlinge

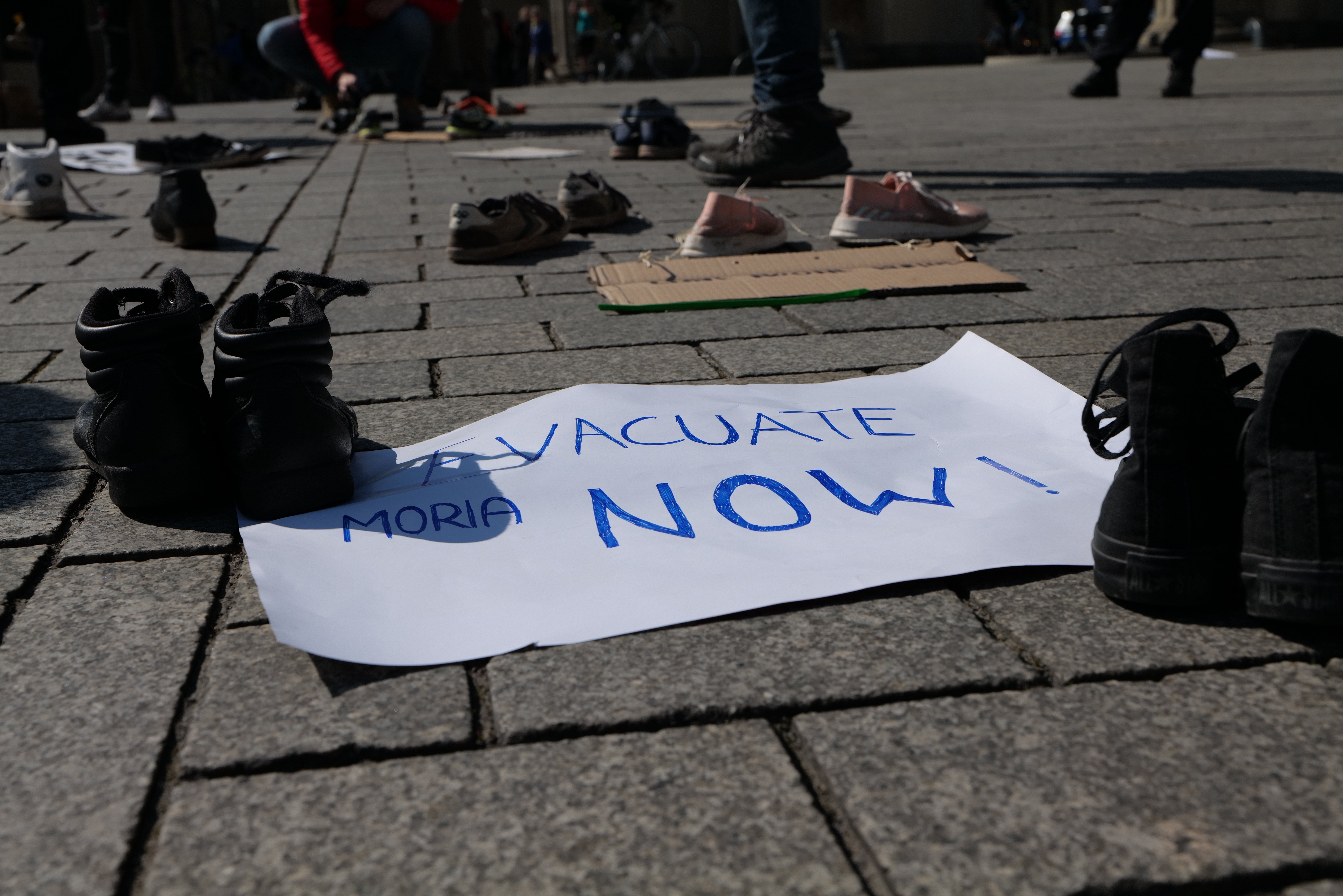
Protestaktion der Initiative #LeaveNoOneBehind mit Schuhen in Berlin

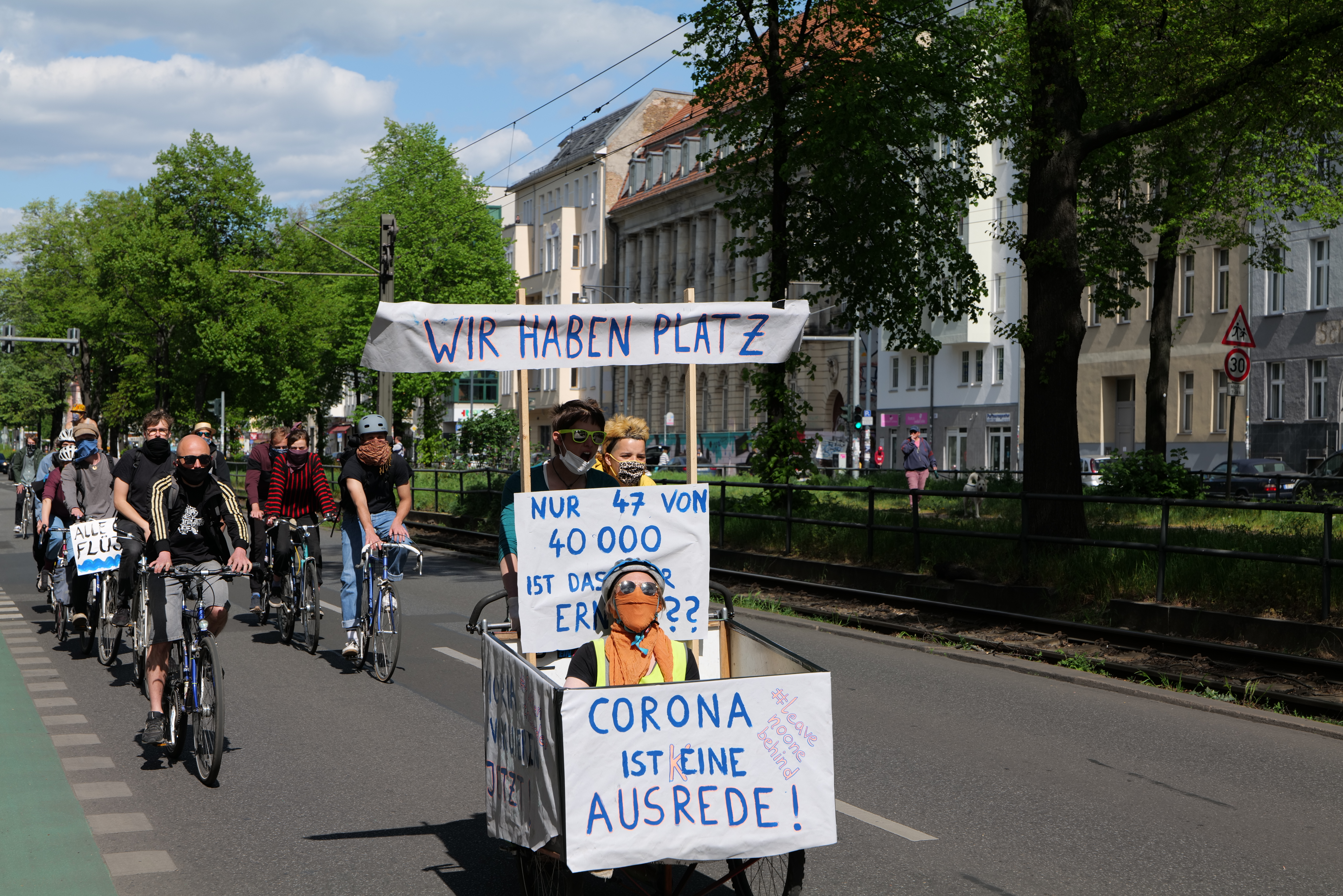
Fahrradprotest der Initiative #LeaveNoOneBehind in Berlin

In mehreren Städten fanden während der COVID-19-Pandemie Demonstrationen gegen die Verhältnisse in Flüchtlingslagern und -unterkünften sowie für die Aufnahme von Flüchtlingen statt.

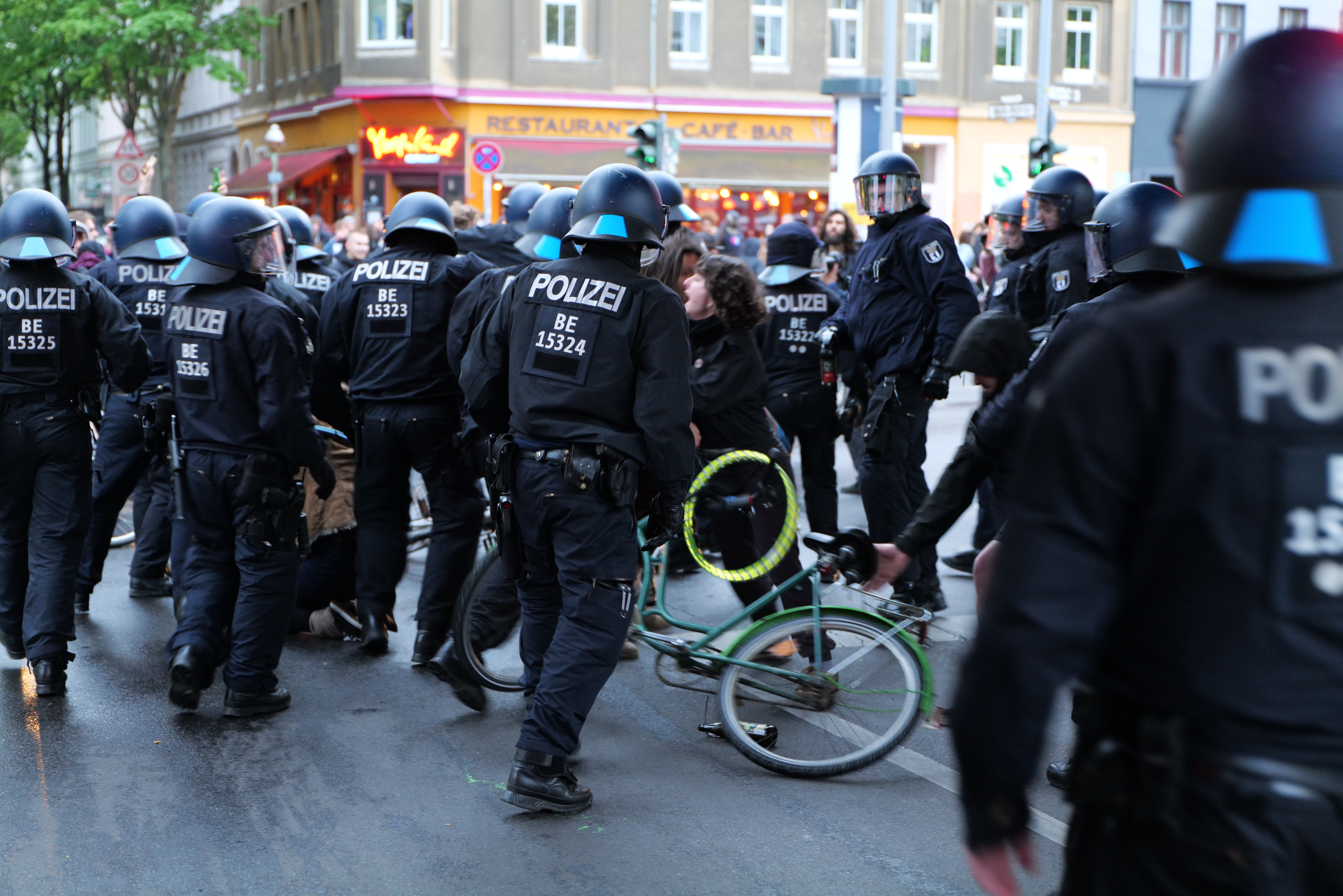
Räumung einer Kreuzung bei den „Revolutionärer 1. Mai“-Protesten in Berlin-Kreuzberg

Am 28. März 2020 in Berlin protestierten 200 Personen unter anderem gegen die Zustände in den griechischen Flüchtlingslagern, gegen Mieterhöhungen und mit den Worten „Klatschen macht nicht satt“ gegen die „schlechte Bezahlung von medizinischem und Pflegepersonal“. Die Polizei löste die Kundgebung auf und nahm mehrere Menschen fest.
Eine Demonstration in Frankfurt am Main am 5. April 2020 mit 400 Teilnehmern anlässlich eines Aufrufs der Seebrücke wurde trotz Einhalten des Sicherheitsabstandes von 2,5 Metern zwischen den Teilnehmern aufgelöst. Im Rahmen der Aktion „Wir hinterlassen Spuren – #LeaveNoOneBehind“ wurden in Berlin am gleichen Tag in einer im Vorfeld polizeilich untersagten Aktion Schuhe vor dem Brandenburger Tor abgestellt. Sie sollten sowohl Protestteilnehmer symbolisieren, welche sich nicht zu gemeinsamen Aktionen treffen durften, als auch Flüchtlinge, welche in den Flüchtlingslagern auf Rettung warteten. Der Protest wurde unter polizeilicher Überprüfung einiger Demonstranten aufgelöst.
In Hamburg demonstrierten am 7. April 2020 zwischen 150 und 200 Menschen mit dem Fahrrad ohne Genehmigung, um laut Welt „auf die Situation Geflüchteter in den griechischen Lagern aufmerksam“ zu machen. Der Protest, der von der Initiative #LeaveNoOneBehind ausging, trug den Titel „Rumfahren für Versammlungsfreiheit“. Die Polizei Hamburg verhängte 21 Bußgelder in Höhe von je 150 €. Zuvor hatte das Verwaltungsgericht Hamburg eine von #LeaveNoOneBehind beantragte Ausnahmegenehmigung für eine Versammlung von 30 bis 50 Teilnehmern abgelehnt. Am 18. April 2020 fand ein genehmigter Protest der Initiative #LeaveNoOneBehind statt. Etwa 60 Menschen versammelten sich an den Eckpunkten der Binnenalster und setzten sich für Seenotrettung und die Aufnahme von Flüchtlingen in Hamburg ein. Eine ursprünglich geplante Menschenkette mit 450 Menschen wurde von der Polizei nicht genehmigt. Genehmigt wurde ein Wochenende später am 26. April 2020 – organisiert von Seebrücke – eine vier Kilometer lange Mahnwachen-Kette von der Fischauktionshalle in Altona bis zur Elbphilharmonie mit rund 500 Teilnehmern. Bereits am 25. April 2020 wurde auf dem Gänsemarkt eine Demonstration mit etwa 50 Menschen gegen die aktuelle Flüchtlingspolitik der EU abgehalten.
Am Osterwochenende 2020 demonstrierten in Hannover 30 bis 40 Menschen unter anderem gegen die europäische Flüchtlingspolitik. Einige Teilnehmer leisteten Widerstand, als die Polizei die Versammlung aufgrund des Versammlungsverbotes auflösen wollte. Es wurden Anzeigen von der Polizei gestellt. In Potsdam protestierten 200 Menschen unter dem Motto „#WirHabenPlatz“ für die Aufnahme von Flüchtlingen. Die Menschen stellten sich mit Schildern in die Warteschlange vor einer Bäckerei. Die Polizei Brandenburg nahm Personalien auf und leitete Verfahren wegen Ordnungswidrigkeiten ein. Sie wertete die Aktion als Versammlung, die nach der Brandenburger Eindämmungsverordnung nicht erlaubt sei. Es gebe einen „örtlichen“ und „thematischen Zusammenhang“, erklärte der Sprecher der Polizei Brandenburg, wodurch die Anwesenden zu „Versammlungsteilnehmern“ würden, „die ihre Meinung mit Plakaten auch zu einem gemeinsamen Thema kundgegeben haben“. Die Einhaltung der Abstandsregeln sei hierbei nicht relevant.
In der Jenaer Innenstadt löste die Polizei am 21. April 2020 eine unter Einhaltung des Sicherheitsabstands und mit Mundschutz abgehaltene Demonstration für die Aufnahme von Flüchtlingen mit 30 Teilnehmern auf. Die Versammlung wurde zuvor mit Verweis auf die zu diesem Zeitpunkt geltenden landesweiten Anti-Corona-Maßnahmen von der Stadt Jena verboten. Erst ab dem 23. April 2020 waren Versammlungen mit bis zu 50 Personen unter freien Himmel in Thüringen wieder erlaubt.
Ebenfalls unter dem Motto #LeaveNoOneBehind fanden am 26. April 2020 ohne Anmeldung in Berlin mehrere Critical-Mass-Fahrradtouren statt. Die Gruppen von je 20 Menschen wurden zum Großteil von der Polizei gestoppt. Die Personalien von 222 Personen wurden aufgenommen.
Eine Demonstration 50 Geflüchteter vor ihrer eigenen Sammelunterkunft in Bremen wurde am 28. März 2020 wegen zu geringen Sicherheitsabstands aufgelöst, obwohl Bremen im Gegensatz zu anderen Bundesländern in der Corona-Rechtsverordnung ausdrücklich Versammlungen nach Artikel 8 GG zulässt. Nachdem am 16. April 2020 in der Flüchtlingsunterkunft im Stadtteil Vegesack 33 Neuansteckungen mit dem SARS-CoV-2-Virus bekannt wurden, protestierten am Folgetag vier Blöcke mit je 50 Menschen mit Genehmigung für die Schließung der Unterkunft und eine Verlegung der Flüchtlinge. An Bremens Bürgermeister Andreas Bovenschulte (SPD) wurde zudem eine Petition mit 4000 Unterschriften übergeben.
Nach dem Brand am 8. September 2020, der das Flüchtlingslager Moria zerstörte, gab es in vielen Städten in Deutschland Proteste, die die sofortige Evakuierung und Aufnahme der Menschen forderten. Größere Demonstrationen mit mehr als 1000 Teilnehmern fanden unter anderem in Berlin und Hamburg statt.

### Ostermärsche und Friedensproteste
Die Ostermärsche in der bisherigen Form wurden 2020 weitestgehend abgesagt. Der Protest fand jedoch „im Wohnzimmer“ und im Internet statt, indem Menschen Botschaften aus Fenstern und von Balkonen hielten und diese in sozialen Netzwerken teilten. Einige Veranstalter veröffentlichten Rede- und Musikbeiträge im Internet. Nach Angaben des Netzwerkes Friedenskooperative, welches laut taz als „Hauptkoordinierungsstelle für Ostermärsche in Deutschland fungiert“, hatten über 2000 Menschen Fotos hochgeladen, um ein virtuelles Peacezeichen auszufüllen. In Baden-Württemberg zog ein Propellerflugzeug ein mit den Worten „Abrüstung jetzt! Ostermarsch 2020“ beschriftetes Banner und flog damit über das Bundesland. In Schwerin fand am Ostermontag eine Demonstration mit 40 Teilnehmern unter dem Motto „71 Jahre Grundgesetz, 60 Jahre Ostermärsche, 2 Monate Corona“ statt. Das Verwaltungsgericht Schwerin hob unter Auflagen ein Verbot des Schweriner Oberbürgermeisters auf. So war die Teilnehmeranzahl begrenzt, ein Sicherheitsabstand von zwei Metern zueinander und von zehn Metern zu Passierenden musste eingehalten werden und die Namen und Anschriften der Teilnehmer mussten vom Versammlungsleiter erfasst werden. In Gronau (Nordrhein-Westfalen, 50 Teilnehmende) und in Jagel (Schleswig-Holstein, 20 Teilnehmende) fanden unter strengen Auflagen Friedensdemonstrationen statt, bei denen den Teilnehmern das gemeinsame Marschieren untersagt wurde.

### Erster Mai 2020

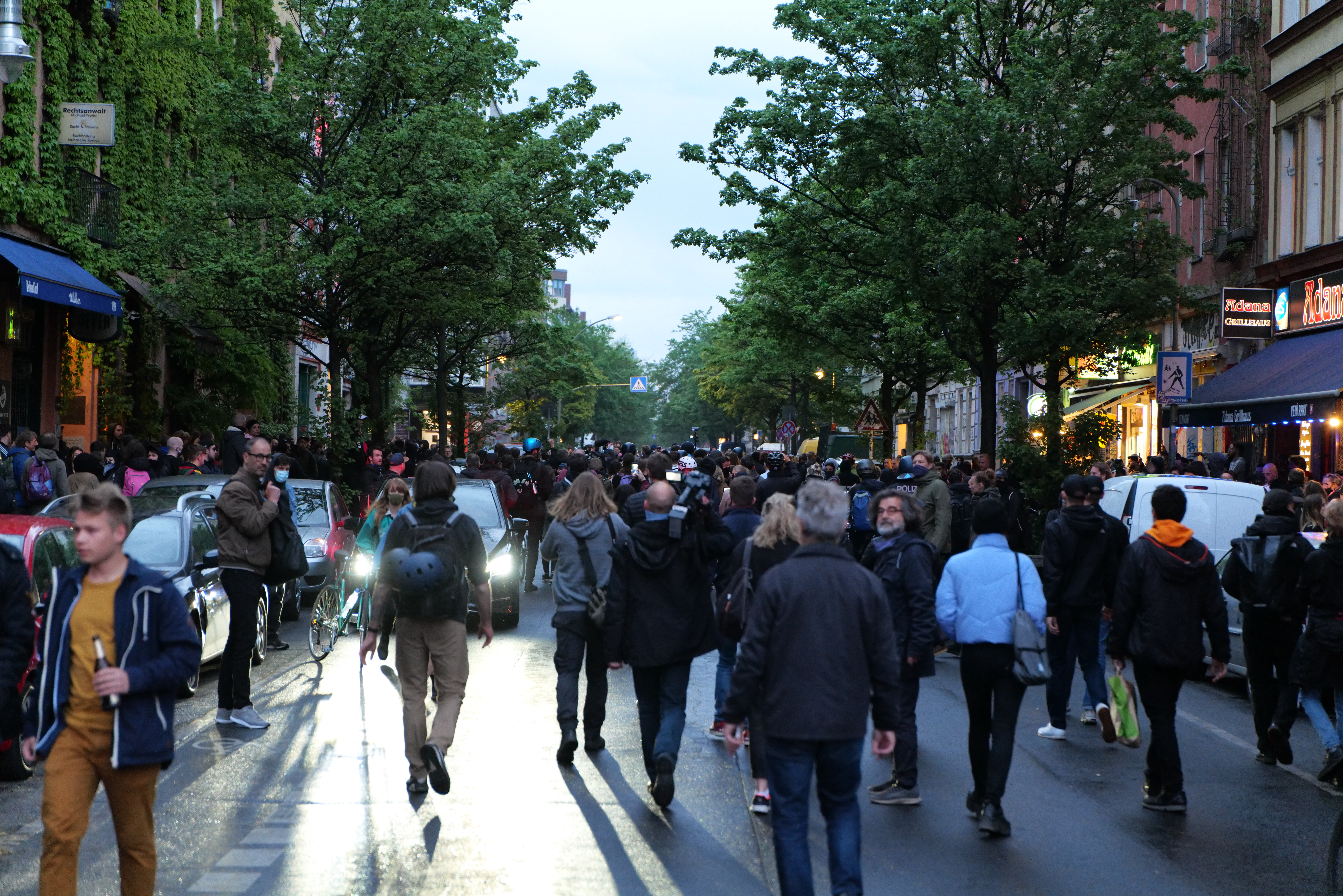
Erster Mai in Kreuzberg 2020

Am Ersten Mai wurden bundesweit zahlreiche Demonstrationen abgehalten.
In Berlin wurden 27 Demonstrationen mit maximal 20 Personen genehmigt, die ohne Zwischenfälle abliefen. In Kreuzberg versammelten sich nach Angaben des Berliner Innensenators Andreas Geisel (SPD) „mehrere tausend Menschen“ ohne Genehmigung. Sie folgten einem Aufruf der Initiative Revolutionärer 1. Mai. Mit Straßensperren wurden von der Polizei, die mit 5000 Beamten im Einsatz war, Demonstrationszüge verhindert. Es kam zu Rangeleien zwischen Polizei und den Demonstranten. Pyrotechnische Gegenstände wurden gezündet und Flaschen und Steine als Wurfgeschosse verwendet. Beamte wurden verletzt. Laut der Berliner Polizeipräsidentin Barbara Slowik kam es zu 50 Festnahmen und 100 Freiheitsbeschränkungen. Sechs Menschen seien dem Haftrichter vorgeführt worden. Die Versammelten, die nicht alle eine Maske trugen und den geforderten Mindestabstand nicht einhielten, „haben ein klares Statement gegen den Infektionsschutz, gegen den Schutz anderer gesetzt“ und „unverantwortlich gehandelt“, so Slowik. Innensenator Geisel sprach von einer „geballte[n] Unvernunft“.
In Hamburg wurden von 47 angemeldeten Demonstrationen 37 mit maximal 25 Teilnehmenden erlaubt. Eine der genehmigten Demonstrationen wurde von den Veranstaltern nach Ansprache der Polizei aufgelöst, da sich bis zu 90 Teilnehmer versammelt hatten. Auf der Reeperbahn wurde eine nicht genehmigte Demonstration mit 350 Teilnehmern aus dem linken Spektrum aufgelöst. Im Schanzenviertel löste die Polizei eine nicht erlaubte Versammlung unter Einsatzes eines Wasserwerfers auf. Die Beamten waren laut Polizeiangaben zuvor mit Gegenständen beworfen worden. Mülltonnen wurden auf die Straße gezogen und pyrotechnische Gegenstände eingesetzt.
Das Ordnungsamt in Leipzig stimmte einer Versammlung mit mehr als 200 Personen im Stadtteil Connewitz zu. Die mit Mundschutz vermummten Demonstranten folgten einem Aufruf Initiative „#NichtaufunseremRücken“. Die sächsische Landtagsabgeordnete und Demoveranstalterin Juliane Nagel (Die Linke) begrüßte die Spontandemo in Leipzig. Sie finde es „klasse, dass sich die Menschen auch in diesen Zeiten das Recht auf Versammlungsfreiheit nicht nehmen lassen“. An einer weiteren Versammlung in der Leipziger Südvorstadt nahmen ebenfalls circa 200 Menschen teil.
Die Durchführung eines Demonstrationszugs linker Gewerkschafter in München wurde nach erfolgreicher Klage vor dem Bayerischen Verwaltungsgerichtshof zugelassen. An der für 50 Personen genehmigten Versammlung nahmen jedoch 350 Menschen teil. Die Polizei griff nicht ein. Viele der Demonstranten trugen Gesichtsschutz und hielten sich meist an die Abstandsregelungen. Auch in Nürnberg zogen bis zu 300 Menschen in kleineren Gruppen durch die Straßen.
Auch in Stuttgart fanden zahlreiche Demonstrationen gewerkschaftlicher und linker Gruppen statt. Ein Bündnis von 16 Organisationen und Gruppen rief zu einer Versammlung auf, an der 200 bis 300 Menschen teilnahmen. Sie traten „für die Rechte von Arbeitern und Angestellten insbesondere während der Coronakrise“ ein. Zur Einhaltung von Mindestabständen wurden für die Kundgebung auf dem Marktplatz Markierungen angebracht. Während des anschließenden Marsches wurden einige bengalische Feuer gezündet.
Anstatt der traditionellen 1. Mai-Demos und -Kundgebungen durch den Deutschen Gewerkschaftsbund wurde unter dem Motto und Hashtag #SolidarischNichtAlleine ein dreistündiger Livestream gesendet, der von Katrin Bauerfeind und Timm Steinborn moderiert wurde. Livemusik gab es von MIA., Konstantin Wecker, Jocelyn B. Smith, Sarah Lesch, Heinz Rudolf Kunze, Thorsten Stelzner, Dota, Ute Lemper und Felix Räuber. Darüber hinaus gab es ein Interview mit Friederike Kempter sowie Rede- und Videobeiträge der verschiedenen Orts- und Landesverbände des DGB. Vor dem Brandenburger Tor fand ergänzend dazu eine symbolische Versammlung statt, bei der DGB-Vertreter ein großes Banner mit dem Slogan hielten. Daneben waren Zweierteams in Berlin unterwegs, die mit Sprühkreide den Slogan und andere Motive sprühten. Auch in Hamburg hielten 25 Gewerkschaftsvertreter auf dem Fischmarkt ein Banner. Ergänzend dazu gab es einen Livestream auf der Website des DGB Hamburg mit einem Interview mit der DGB-Hamburg-Vorsitzenden Katja Karger, einem Bericht der Kampagne „Mensch vor Marge“ der Gewerkschaft Nahrung-Genuss-Gaststätten sowie einer Rede der DGB-Jugend. Thematisch forderten die Gewerkschaften eine weitere Aufstockung des Kurzarbeitergeldes (vgl. Wirtschaftskrise 2020, Abschnitt Arbeitsmarkt zu den Zahlen der von Kurzarbeit Betroffenen) und mehr Unterstützung für Eltern und Alleinerziehende im Homeoffice. Außerdem wurde ein besserer Gesundheits- und Arbeitsschutz für Beschäftigte in systemrelevanten Berufen gefordert.
Es war das erste Mal in der über 70-jährigen Geschichte des DGB, dass es keine große 1. Mai-Kundgebung auf den Straßen gab.

### Fridays for Future

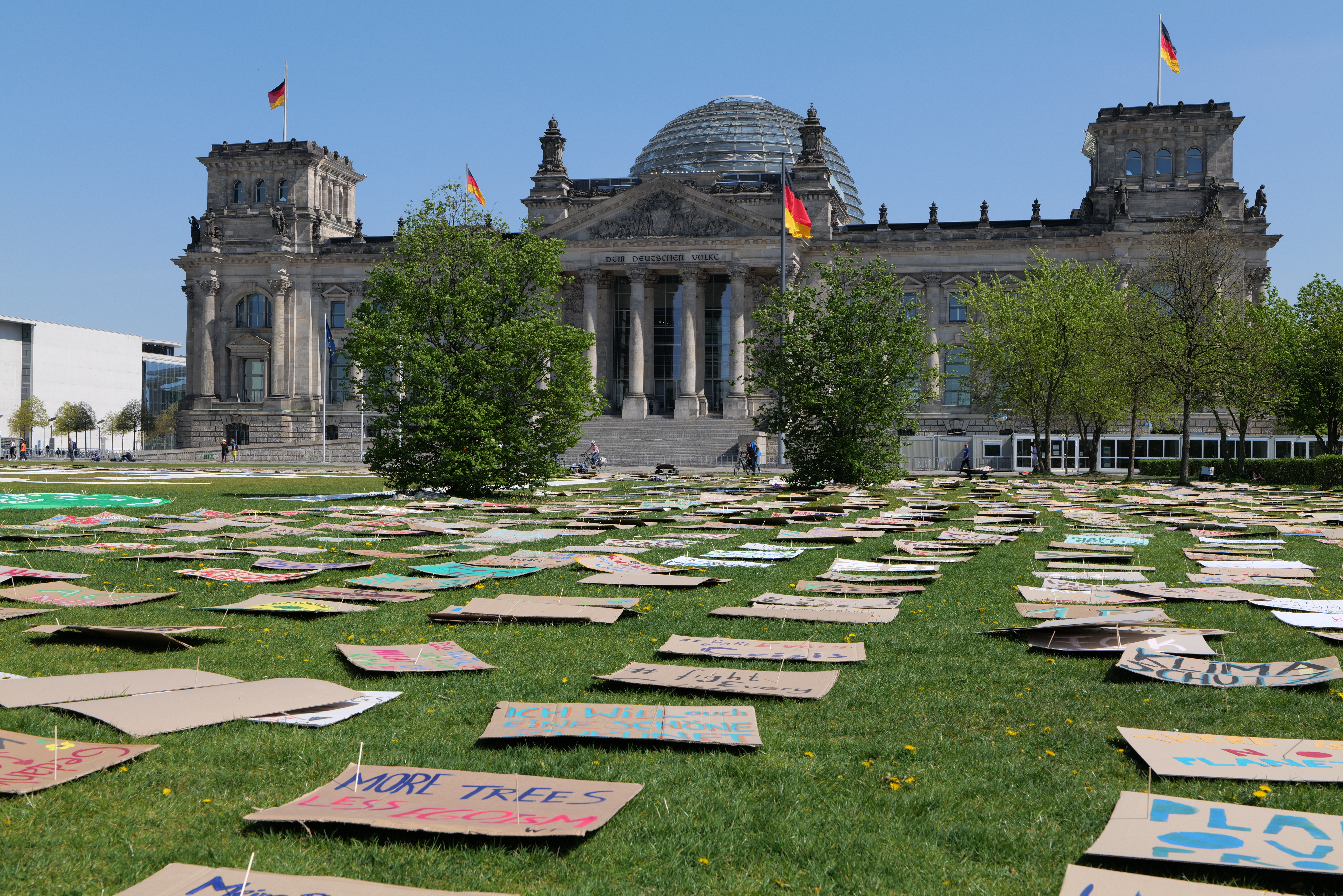
Protestaktion von Fridays for Future vor dem Reichstagsgebäude in Berlin

Die Klimaschutzbewegung Fridays for Future veranstaltete am 24. April 2020 eine mehrstündige „Online-Demonstration“, welche auf mehreren sozialen Netzwerken zu sehen war und zu Spitzenzeiten 20.000 gleichzeitige Zuschauer erreichte. Sie demonstrierte unter anderem gegen eine Vernachlässigung der Klimakrise und gegen eine Wiedereinführung der Verschrottungsprämie in Deutschland. Im Livestream wurden Beiträge der Sänger Bosse, Clueso oder Lena Meyer-Landrut gezeigt. Vor das Reichstagsgebäude in Berlin wurden tausende Banner und Schilder von 70 Ortsgruppen der Bewegung ausgelegt. In weiteren Städten wurden kleine öffentliche Aktionen abgehalten.
Am 25. September 2020 demonstrierte Fridays for Future erstmals nach Ausbruch der COVID-19-Pandemie „in großem Stil“ auf den Straßen. In Berlin, Hamburg, Dresden, Frankfurt, Köln, Bremen, Bonn und Göttingen beteiligten sich jeweils Tausende Menschen am Protest.
Erste „coronakonforme“ Aktionen gab es nach der Winterpause am 19. März 2021 im Rahmen des siebten Weltklimastreiktags.
Der achte weltweite Klimastreiktag wurde auf den 24. September 2021 festgesetzt. In Deutschland war dieser Tag zugleich der vorletzte Tag vor der Bundestagswahl 2021. Fridays for Future führte in mehr als 400 Orten in Deutschland Aktionen durch. Nach eigenen Angaben nahmen allein an der Berliner Kundgebung 100.000 Menschen teil; in ganz Deutschland habe es mehr als 620.000 Teilnehmer gegeben. Bei der Demonstration in Berlin war Greta Thunberg anwesend. Diese zählte in ihrer Rede Deutschland zu den „schlimmsten Klima-Bösewichten“.
Am 22. Oktober 2021 versammelten sich in Berlin aus Anlass der unmittelbar bevorstehenden UN-Klimakonferenz 2021 (COP 26) in Glasgow ca. 20.000 Anhänger von Fridays for Future aus ganz Deutschland vor dem Brandenburger Tor.

### Housing Action Day
Am 28. März 2020 zeigten Protestierende in Berlin Präsenz, ohne auf die Straße zu gehen. Anlässlich des Housing Action Day protestierten sie mit Plakaten an Häuserfassaden und mit minutenlangen Lärm „gegen anhaltende Verdrängung und für die Enteignung großer Immobilienkonzerne“. Die Initiative „Deutsche Wohnen & Co enteignen“ stellte den eigentlich geplanten Demonstrationszug mit Schuhen symbolisch nach und verbreitete Bilder davon in sozialen Netzwerken. Um die Obdachlosen – deren wachsende Zahl als Symptom der als verfehlt wahrgenommenen Wohnungspolitik gesehen wird – vor dem Virus zu schützen, forderte Frieder Krauß von der Berliner Obdachlosenhilfe die Beschlagnahmung von Hotels während der Coronavirus-Pandemie.

### Gegen Atommülltransporte
In Nordrhein-Westfalen wurden hingegen zwei Demonstrationen gegen Atommülltransporte aus der Urananreicherungsanlage Gronau in Münster und Gronau für Montag, den 6. April 2020, angemeldet, u. a. vom Bundesverband Bürgerinitiativen Umweltschutz, und durften unter Auflagen – Tragen eines Mundschutzes und 1,50 Meter Abstand der Teilnehmer zueinander – durchgeführt werden. Die Genehmigung für eine zweite Demonstration mit höchstens 35 Teilnehmenden am 27. April wurde nach einem Verbot durch die Stadt Münster vor dem Verwaltungsgericht erstritten.

### Proteste nach dem Tod von George Floyd

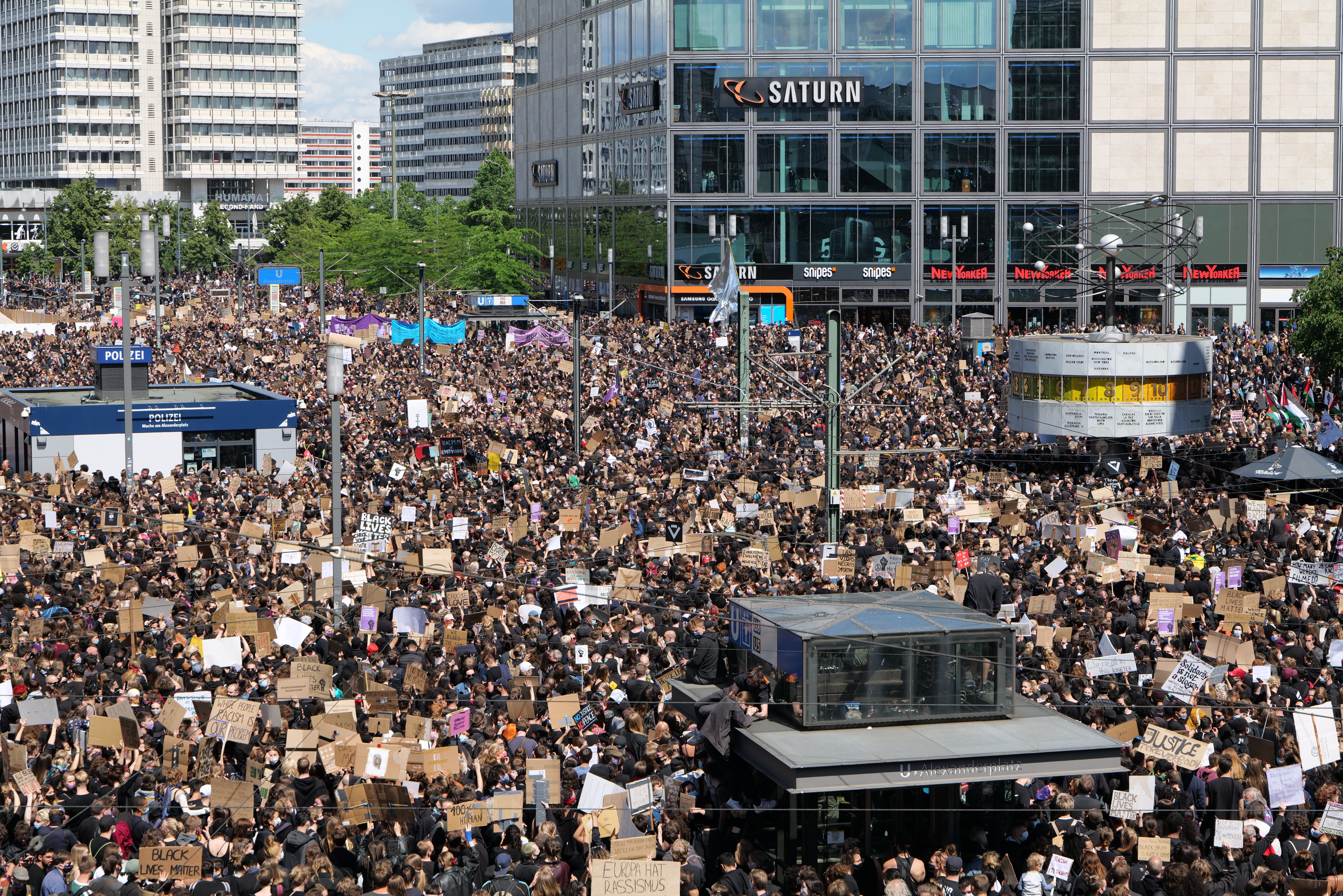
Black-Lives-Matter-Kundgebung auf dem Alexanderplatz, 6. Juni 2020

Am ersten Juniwochenende 2020 versammelten sich, aufgrund des gewaltsamen Todes des Afroamerikaners George Floyd zehntausende Menschen auf den Straßen. Die größten Demonstrationen dieser Art fanden in München, Berlin, Hamburg, Düsseldorf und Leipzig statt. Die Demonstrationsteilnehmer standen dicht gedrängt beieinander, einige trugen keinen Mund-Nasen-Schutz. Karl Lauterbach (SPD) kritisierte die lauten Sprechchöre, wodurch „große Mengen an Aerosolen auf engem Raum verteilt worden“ seien. „Für den Kampf gegen das Virus wäre es besser, nur mit Plakaten und Bannern zu demonstrieren“, so Lauterbach. Auch Gesundheitsminister Jens Spahn (CDU) zeigte sich besorgt über die „dicht gedrängte[n] Menschenmengen mitten in der Pandemie“.